# Fernão de Sousa, senhor de Gouveia
Fernão de Sousa (c. 1421 - c. 1500) foi um fidalgo do século XV, 1.º senhor de Gouveia de Riba Tâmega na família dos Sousa Chichorro, por carta do rei D. Afonso V, de 18 de Agosto de 1473.

## Biografia
Nasceu cerca do ano de 1421, filho primogénito de Martim Afonso de Sousa (c. 1386 - 1455), senhor da torre de Santo Estevão, e de D. Violante Lopes de Távora (1396 - 1455), senhora do morgado do paço de Abelhão e filha do senhor de Mogadouro e São João da Pesqueira.
Ainda muito jovem, esteve na fracassada expedição a Tânger, ao lado dos Infantes D. Henrique e D. Fernando. Segundo fontes como D. António Caetano de Sousa, teria sido o primeiro a pegar em armas nessa expedição, também conhecida como "desastre de Tânger", no decurso da qual foi armado cavaleiro. Depois disso, serviu a D. Afonso, 1.º duque de Bragança, e foi alcaide-mor de Montalegre e de Portel, e de toda a terra de Barroso.
Em 1473, comprou a Fernão Gonçalves de Miranda, por 300 mil reais brancos, a terra de Gouveia de Riba Tâmega, senhorio de que obteve a confirmação por D. Afonso V, de juro e herdade, em carta de 18 de Agosto desse mesmo ano, necessária por se tratar de bem da Coroa.
Até 1 de agosto de 1384, essa terra pertencera a Martim Gonçalves de Ataíde, avô da mulher de Fernão de Sousa, D. Mécia de Castro de Ataíde. Nessa data, D. João I tinha confiscado esse senhorio a Martim Gonçalves, por este ter seguido o partido de Castela na crise de 1383-1385. Assim, cerca de um século mais tarde, Gouveia de Riba Tâmega voltou para a posse de descendentes de Martim Gonçalves de Ataíde.   
Fernão de Sousa foi também senhor da honra de Barbosa, que em décadas anteriores estivera na posse de duas primas da família Sousa Chichorro (D. Inês de Sousa e D. Branca de Sousa). Vendeu-a, a 15 de setembro de 1486, a Afonso Ferraz, cavaleiro da casa de D. Afonso V; mas, em 10 de janeiro de 1503, esta honra (bem como o senhorio da honra de Ataíde) já aparece na posse de sua filha, D. Joana de Castro, pelo que a referida venda do ano de 1386 não teve efeito duradouro, sendo revertida menos de década e meia depois.
Sucedeu a seu pai na Torre de Santo Estevão, como 7.º senhor, e a sua mãe no morgado do paço de Abelhão.
Residiu com frequência na torre de Santo Estevão e na torre da honra de Barbosa.

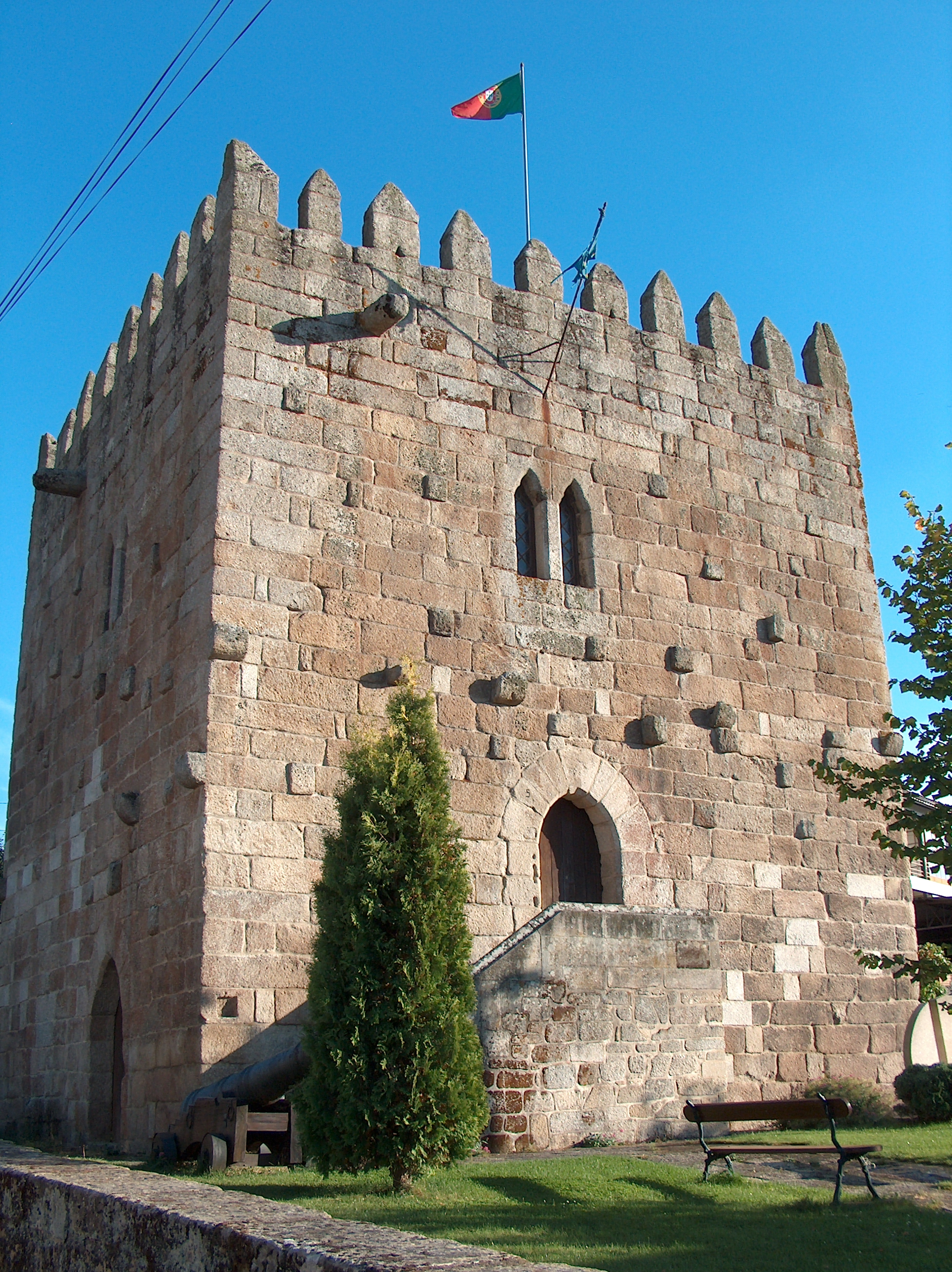
O Castelo de Santo Estêvão, no termo de Chaves, de que Fernão de Sousa foi senhor

O senhorio de Gouveia continuaria na posse da sua linha masculina de descendência, e neles recairia a casa dos condes de Redondo em 2 de março de 1707, quando Fernão de Sousa Coutinho, então senhor da casa de Gouveia, viu o título renovado na sua pessoa, sucedendo assim a seu parente, o 9.º conde de Redondo, falecido sem sucessão.
O senhorio da honra de Barbosa passaria para os descendentes de sua filha, D. Joana de Castro (ou Joana de Castro e Ataíde, como por vezes é nomeada, para não a confundir com sua homónima e parente, herdeira do senhorio do Cadaval). Estes não usaram o apelido Sousa, mas somente as respectivas armas. O último senhor de Barbosa seria D. Miguel Vaz Guedes de Ataíde Azevedo e Brito, confirmado por carta régia de 14 de outubro de 1826.

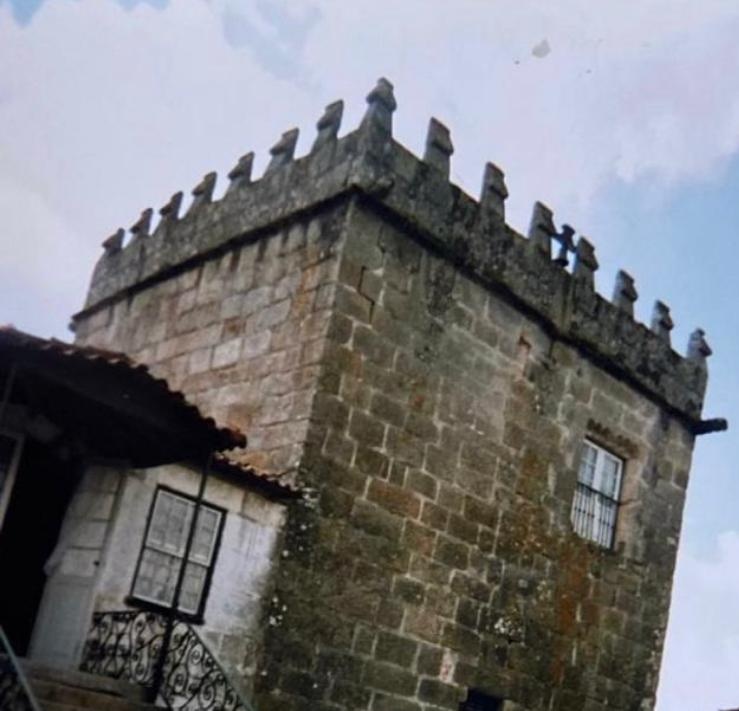
A Torre da Honra de Barbosa, no termo de Penafiel, que viria a ser herdada pela filha mais nova de Fernão de Sousa, D. Joana de Castro

## Casamento e descendência
Casou, em 12 de março de 1451, com D. Mécia de Castro, filha dos 1.ᵒˢ condes de Atouguia, D. Álvaro Gonçalves de Ataíde e D. Guiomar de Castro.
D. Mécia recebeu da coroa, pelo seu casamento, uma tença de 45 mil reais brancos, e aparece referida como D. Mécia de Ataíde nas ordens menores do seu filho António. Em 9 de março de 1500, D. Manuel I confirmou carta de D. João II, passada em Aveiro, a 26 de janeiro de 1484, na qual este, ''considerando os merecimentos de Dona Mécia'', lhe atribui uma tença anual de 20 mil reais de prata, a ser paga a 1 de janeiro de cada ano.
Foi esta mais uma de várias alianças matrimoniais, havidas no século XV, entre a linhagem dos Sousa Chichorro e a dos Ataídes.
Do casamento teve geração, nomeadamente:
- António de Sousa (nascido depois de 1464, e falecido antes de 1515). Tirou ordens menores em Braga, em 1484, como "António de Sousa, filho de Fernão de Sousa e sua mulher D. Mécia de Ataíde, moradores em Vila Nova de Famalicão". Veio a suceder a seu irmão Martim Afonso, falecido muito jovem, como 3.º senhor de Gouveia. Casou com D. Branca Coutinho (ou de Vilhena), filha de Diogo Lopes de Azevedo, 4.º senhor de São João de Rei. Com geração, na qual seguiu o senhorio de Gouveia;[13]

- D. Maria (ou Mécia) de Castro, que casou com João Pereira, 2.º senhor de Castro Daire (filho de Fernão Pereira, 1.º senhor de Castro Daire em 4 de julho de 1449, com D. Leonor de Lemos, filha do 1.º senhor da Trofa). Com geração, na qual seguiria o senhorio, depois condado de Castro Daire;[14][15]

- D. Guiomar de Castro, que casou, com geração, com Gonçalo Vaz Pinto, 3.º senhor de Ferreiros de Tendais;

- D. Isabel de Castro, que casou com geração com Martim de Salzedo, fidalgo castelhano;

- D. Joana de Castro (c. 1460 - c. 1532), herdeira das honras de Barbosa e de Ataíde. Não casou, mas teve duas filhas e quatro filhos, legitimados por cartas régias, da sua relação com o bispo do Porto, D. João de Azevedo. Em um destes filhos, D. Manuel de Azevedo, seguiu o senhorio das honras de Barbosa e Ataíde.

Teve também filhos ilegítimos, fora do seu casamento.